# Isothecium trichocladon
Isothecium trichocladon là một loài Rêu trong họ Brachytheciaceae. Loài này được (Dozy & Molk.) M. Fleisch. mô tả khoa học đầu tiên năm 1908.